# Comana (sit SCI)
Comana este o arie protejată (arie specială de conservare — SAC, sit de importanță comunitară — SCI) din România, desemnată în scopul protejării biodiversității și menținerii într-o stare de conservare favorabilă a florei spontane și faunei sălbatice, precum și a habitatelor naturale de interes comunitar aflate în arealul zonei de protecție. Aceasta se întinde pe o suprafață de 26.579,2 ha, integral pe uscat.

## Localizare
Situl se întinde pe teritoriile administrative ale comunelor   Căscioarele și Chirnogi din județul Călărași; și pe cele ale comunelor Băneasa, Călugăreni, Colibași, Comana, Ghimpați, Gostinari, Greaca, Hotarele, Mihai Bravu, Prundu, Schitu, Singureni și Stoenești din județul Giurgiu. Centrul sitului Comana este situat la coordonatele 44°08′30″N 26°06′11″E / 44.141592°N 26.103089°E.

## Înființare
Situl Comana a fost declarat sit de importanță comunitară (ROSCI0043) în decembrie 2007 pentru a proteja 3 specii de plante și 22 specii de animale. Situl a fost protejat și ca arie specială de conservare în iulie 2022. Acesta include ariile naturale Pădurea Oloaga - Grădinari, Pădurea Padina Tătarului și Parcul Natural Comana.

## Biodiversitate
Situată în ecoregiunea continentală din Câmpia Dunării, aria protejată conține 15 habitate naturale: Stepe și mlaștini sărăturate panonice, Ape stătătoare, oligotrofe până la mezotrofe cu vegetația de Littorelletea uniflorae și/sau de Isoeto- Nanojuncetea, Lacuri eutrofe naturale cu vegetație tip de Magnopotamion sau Hydrocharition, Lacuri distrofice și bălți, Cursuri de apă din pajiștile montane cu vegetația de Ranunculion fluitantis și Callitricho-Batrachian, Râuri cu maluri nămoloase cu vegetație de Chenopodian rubri și Bidentian p.p., Tufărișuri de foioase ponto-sarmatice, Asociații de lizieră cu ierburi înalte hidrofile de la nivelul câmpiilor până la nivel montan și alpin, Păduri estice de stejar alb, Păduri aluviale cu Alnus glutinosa și Fraxinus excelsior (Alno-Padion, Alnion nicanae, Salicion albae), Păduri mixte cu Quercus robur, Ulmus laevis, Fraxinus excelsior sau Fraxinus angustifolia, riverane marilor fluvii (Ulmenion minaris), Vegetație de silvostepă eurosiberiană cu Quercus spp., Păduri panonice-balcanice de stejar turcesc, Păduri dacice de stejar și carpen și Galerii cu Salix alba și Populus alba.
La baza desemnării sitului se află 3 specii floristice și 22 faunistice protejate la nivel european sau aflate pe lista roșie a IUCN; astfel: .
- plante (3): Himantoglossum jankae,  trifoiaș de baltă (Marsilea quadrifolia), Pontechium maculatum subsp. maculatum;
- amfibieni (2): buhai de baltă cu burtă roșie (Bombina bombina), triton cu creastă dobrogean (Triturus dobrogicus);
- mamifere (3):  vidră de râu (Lutra lutra), popândău (Spermophilus citellus), liliacul comun (Myotis myotis);
- pești (5): zvârlugă (Cobitis taenia Complex), țipar (Misgurnus fossilis), boarță (Rhodeus amarus), porcușor de nisip (Romanogobio kesslerii), țigănuș (Umbra krameri);
- reptile (1): țestoasa europeană de baltă (Emys orbicularis);
- nevertebrate (11): melcul cu cârlig (Anisus vorticulus), Vertigo angustior (melc), rădașcă (Lucanus cervus), croitorul mare al stejarului (Cerambyx cerdo)[5], croitor cenușiu (Morimus funereus), gândacul sihastru (Osmoderma eremita), albilița portocalie (Coenagrion ornatum), fluturele flitirar (Euphydryas maturna), fluturele purpuriu (Lycaena dispar), fluturele vărgat (Euplagia quadripunctaria), fluturele țestos (Nymphalis vaualbum).[3]

Pe lângă speciile protejate aflate la baza desemnării sitului, pe teritoriul acestuia au mai fost identificate 67 specii din flora spontană și fauna sălbatică a României.